# Hinterheubach (Heiligkreuzsteinach)
Hinterheubach ist ein Ortsteil der Gemeinde Heiligkreuzsteinach im Odenwald. Der Ort bildet mit Lampenhain, Hilsenhain, Vorderheubach und Bärsbach die Gemarkung Lampenhain.

## Geschichte
Hinterheubach wurde zusammen mit Vorderheubach erstmals 1316 als „Heydebach“ urkundlich erwähnt. Der Ort ist 1409 ans Hochstift Worms verkauft worden. Er war in der Folge Zubehör von Altenbach und unterstand dem Wormser, ab 1709 pfälzischem Oberamt Ladenburg.  Der Ort wurde zusammen mit dem Weiler Ringes Adelheid von Zollern, der Gattin von Johann von Strahlenberg, verschrieben. Deshalb ging es beim Verkauf der Strahlenbergischen Besitzungen nicht an die Pfalz über. Gräfin Adelheid trat diese Orte gegen eine jährliche Rente, 1409 an das Bistum Worms ab. Seither bilden Altenbach, Ringes und Hinterheubach drei wormsische Enklaven mitten im pfälzischen Territorium. Noch 1478 war durch das Hubgericht der alte Zusammenhang mit Vorderheubach gewahrt, das dann aber wieder an die Kellerei Waldeck zurückfiel. Später war nur noch das Gericht zu Altenbach zuständig. Ein Austausch brachte die drei Orte 1705 an die Kurpfalz, die sie beim Oberamt Ladenburg beließ. 
Hinterheubach bestand aus 2 Bauernhöfen, die sich mit geringen Veränderungen bis heute erhalten haben. 1935 wurde Hinterheubach der Gemeinde Lampenhain zugewiesen. Die einstige Gemarkung Hohenöd, nun Waldecker Schlosswald, ging als Ersatz dafür an Altenbach. Kirchlich und schulisch blieb immer Heiligkreuzsteinach zuständig, zu dem der Ort auch 1934 politisch hinstrebte. Im Jahre 1975 wurde schließlich Lampenhain und Heiligkreuzsteinach vereint, wodurch Hinterheubach fortan zur Gemeinde Heiligkreuzsteinach zählt.

### Einwohnerentwicklung
| Jahr      | 1496 | 1818 | 1834 | 1852 | 1875 | 1905 | 1925 | 1950 | 1961 | 1993 | 2014 | 2022 |
| --------- | ---- | ---- | ---- | ---- | ---- | ---- | ---- | ---- | ---- | ---- | ---- | ---- |
| Einwohner | 45   | 20   | 19   | 22   | 21   | 21   | 20   | 21   | 13   | 15   | 10   | 19   |

## Verkehr
Hinterheubach ist über die K4121 mit der L535 im Steinachtal verbunden. Linienbusse fahren Hinterheubach nicht an. Die nächste regelmäßig angefahrene Bushaltestelle befindet sich am einen Kilometer entfernten Schafhof.